# مايك هنتر (لاعب كرة قدم)
مايك هنتر (بالإنجليزية: Mike Hunter)‏ (27 مايو 1948 في المملكة المتحدة - ) هو لاعب كرة قدم بريطاني في مركز الهجوم. لعب مع نادي بلاكبول ونادي سليغو روفرز ودارلينجتون إف سى.